# Лавриненко Микола Васильович
Микола Васильович Лавриненко (нар. 7 грудня 1917, село Річки Сумського повіту Харківської губернії, тепер Білопільського району Сумської області — 14 січня 1997) — радянський діяч органів державної безпеки, начальник військ Західного прикордонного округу КДБ УРСР, генерал-лейтенант. Депутат Верховної Ради УРСР 9—10-го скликань. Член ЦК КПУ в 1976—1981 р.

## Біографія
Народився в селянській родині.
У прикордонних військах НКВС СРСР із 31 жовтня 1935 року. Службу розпочав червоноармійцем навчального пункту у 39-му Ленінаканському прикордонному загоні Управління прикордонних військ (УПВ) НКВС Вірменського округу. З 19 січня 1936 року — курсант школи молодшого комскладу, з 7 жовтня 1936 року — командир відділення 16-ї прикордонної застави.
У листопаді 1937 році був прийнятий в Ново-Петергофське прикордонне училище НКВС імені Ворошилова. Після його закінчення з червня 1939 року працював в НКВС Північно-Осетинської АРСР, потім в жовтні 1939 року повернувся в прикордонні війська, служив в УПВ НКВС Українського округу: заступник начальника 24-ї прикордонної застави 25-го прикордонного загону, з 29 березня 1940 року — молодший помічник начальника розвідувального відділення 25-го прикордонного загону, з вересня 1940 року — старший помічник начальника розвідувального відділення 79-го прикордонного загону УПВ НКВС Українського округу.
Член ВКП(б) з 1941 року.
Учасник радянсько-німецької війни з 1941 року. На початку війни 79-й прикордонний загін займався охороною тилу 6-ї і 12-ї армій Південно-Західного фронту.
З грудня 1941 року — заступник командира 2-го батальйону 79-го прикордонного полку по розвідці. У бойових діях під Харковом в травні 1942 року потрапив в оточення, був поранений. У травні-липні 1942 року знаходився в госпіталі на лікуванні.
З 24 липня 1942 року — начальник розвідувального відділення 12-го прикордонного полку військ НКВС з охорони тилу Північно-Західного фронту, з 25 березня 1943 року — старший помічник начальника розвідувального відділу військ НКВС з охорони тилу Північно-Західного фронту.
З березня 1944 року — старший помічник начальника розвідувального відділу УПВ НКВС Молдавського округу.
З 1 листопада 1946 року — слухач Військової академії імені Фрунзе, потім переведений у Військовий інститут МВС — МДБ СРСР, який закінчив у вересні 1950 року.
4 листопада 1950 — грудень 1952 року — начальник штабу 66-го Памірського прикордонного загону МДБ, УПВ МДБ Середньоазіатського округу.
У грудні 1952 — березні 1953 року — начальник 66-го Памірського прикордонного загону МДБ, УПВ МДБ Середньоазіатського округу. У березні 1953 — травні 1955 року — начальник 66-го Памірського прикордонного загону МВС, УПВ МВС Таджицького округу. У травні-серпні 1955  року — заступник начальника 1-го відділу штабу УПВ МВС Таджицького округу.
У серпні 1955 — травні 1956 року — начальник штабу 123-го Липканського прикордонного загону МВС, УПВ МВС Південно-Західного округу. У травні—грудні 1956 року — начальник штабу 22-го Кишинівського прикордонного загону МВС, УПВ МВС Південно-Західного округу.
У грудні 1956 — квітні 1957 року — начальник 7-го Карпатського прикордонного загону МВС, УПВ МВС Південно-Західного округу. 2 квітня — 14 жовтня 1957 року — начальник 7-го Карпатського прикордонного загону КДБ, УПВ КДБ Південно-Західного округу.
14 жовтня 1957 — 18 лютого 1960 року — 1-й заступник начальника УПВ КДБ Прибалтійського округу — начальник штабу.
18 лютого 1960 — 18 лютого 1963 року — 1-й заступник начальника УПВ КДБ Ленінградського округу — начальник штабу.
У березні 1963 — 18 квітня 1967 року — 1-й заступник начальника військ Середньоазіатського прикордонного округу КДБ — начальник штабу.
У березні 1967 — січні 1972 року — начальник військ Забайкальського прикордонного округу КДБ.
7 січня 1972 — грудень 1980 року — начальник військ Червонопрапорного Західного прикордонного округу КДБ.
З січня 1981 року знаходився на лікуванні в госпіталі.
6 липня 1981 року — звільнений в запас КДБ СРСР.

## Звання
- Лейтенант (29.06.1937)
- Старший лейтенант (2.12.1941)
- Капітан (15.05.1942)
- Майор (1944)
- Підполковник (.03.1950)
- Полковник (6.11.1953)
- Генерал-майор (27.05.1963)
- Генерал-лейтенант (.05.1970)

## Нагороди
- Орден Червоного Прапора (.11.1968)
- Три ордени Червоної Зірки (7.08.1942; 1952;)
- Орден Вітчизняної війни 1-го ст.
- Орден «За службу Батьківщині у Збройних Силах СРСР» 3-го ст. (1975)
- Почесна грамота Президії Верховної Ради Української РСР (6.12.1977)
- Знак «Почесний співробітник держбезпеки» (1966)
- Медалі